# Mōri Hidemoto
Mōri Hidemoto (毛利秀元?   1579 - 1650) fue un samurái del período Sengoku al periodo Edo de la historia de Japón.

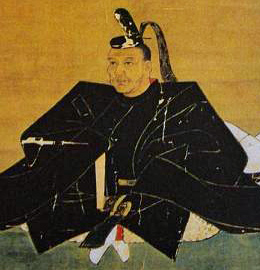
Imagen de Mōri Hidemoto (1579 - 1650). Samurái del período Sengoku al periodo Edo de la historia de Japón.

Fue nieto de Mōri Motonari y sirvió bajo las órdenes de Toyotomi Hideyoshi, por lo que participó en el Sitio de Odawara (1590) y en las invasiones japonesas a Corea de 1592 - 1598, por lo que recibió un feudo valuado en 200.000 koku, convirtiéndose en daimyō.
Después de la Batalla de Sekigahara su feudo fue reducido a tan solo 50.000 koku. Falleció en 1650.